# Chimbote (cráter)
Chimbote es el nombre de un colosal cráter de impacto en el planeta Marte situado a 1.6° Norte y -59.8° Oeste. El impacto causó un colosal abertura de 67.2 kilómetros de diámetro en la superficie del planeta. El nombre del cráter fue aprobado en 1976 por la Unión Astronómica Internacional en honor a la ciudad costeña peruana de Chimbote.